# Catherine Katuni Tedam
Catherine Katuni Tedam, née en 1944, est une enseignante et politicienne ghanéenne. Elle est députée de la circonscription de Chiana-Paga de 1970 à 1972. Elle est également l'une des deux seules femmes du deuxième parlement républicain. 

## Biographie

### Enfance, éducation et débuts
Tedam nait le 15 mars 1944 à Paga (en). Elle fait ses premières études à l'école primaire du conseil local de Paga de 1951 à 1956 et au pensionnat pour filles de Bolgatanga de 1957 à 1960. Elle entre au Women's Teacher Training College de Tamale se former comme enseignante de 1961 à 1965.

### Carrière
À la suite de sa formation d'enseignante, elle obtient en 1965 un emploi à l'école primaire de Paga.  Elle y enseigne jusqu'en 1966, date à laquelle elle rejoint le personnel enseignant de l'Akantome Middle School de Bolgatanga.  Elle y enseigne également pendant un an et déménage à l'Abiba Middle School également à Bolgatanga où elle enseigne encore une année. En 1969, elle enseigne à l'école primaire Adabase également à Bolgatanga jusqu'à son entrée au Parlement en 1970. Pendant qu'elle est enseignante, Catherine est membre de l'exécutif national de l'Association des enseignants du primaire de 1966 à 1969. 
Catherine devient membre du conseil financier du conseil local de Chiana-Paga en 1968. Pendant la deuxième république, certains candidats ont été exclus de la possibilité de se présenter aux élections de 1969 en raison de leurs liens avec le gouvernement de la Première République. L'un des candidats était Clement Kubindiwo Tedam (en) qui a été député de la circonscription de Paga pendant la Première République. CK Tedam doit concourir pour le siège de Chiana-Paga mais sa disqualification entraîne la vacance du siège. Une élection partielle a lieu en mars 1970 et Catherine qui est la nièce de C.K. Tedam candidate pour le siège sur le ticket du Parti du progrès et gagne,. Au Parlement, elle siège à divers comités, dont certains comprennent: le Comité de la Chambre, le Comité de l'éducation, le Comité de la santé et le Comité du développement rural et social.

## Vie privée
Catherine aime beaucoup lire et écouter de la musique pendant ses loisirs. Elle aime aussi jouer au netball et au hockey. 